# Jupiaba poranga
Jupiaba poranga är en fiskart som beskrevs av Zanata, 1997. Jupiaba poranga ingår i släktet Jupiaba och familjen Characidae. IUCN kategoriserar arten globalt som livskraftig. Inga underarter finns listade i Catalogue of Life.